# Roodbuikpapegaai
De roodbuikpapegaai (Poicephalus rufiventris) is een vogel uit de familie Psittacidae (papegaaien van Afrika en de Nieuwe Wereld).

## Verspreiding en leefgebied
Deze soort komt voor in oostelijk Afrika en telt twee ondersoorten:
- P. r. pallidus: oostelijk Ethiopië en Somalië.
- P. r. rufiventris: van centraal Ethiopië tot noordoostelijk Tanzania.

## Status
De grootte van de populatie is niet gekwantificeerd maar de soort wordt omschreven als schaars tot vrij algemeen. Op de Rode lijst van de IUCN heeft deze soort de status niet bedreigd.